# 艾姆
艾姆（法語：Aime，法語發音：[ɛm] ⓘ）是法国萨瓦省的一个旧市镇，属于阿尔贝维尔区。2016年，艾姆与临近的2个市镇合并为新市镇艾姆拉普拉涅，艾姆为新市镇行政中心。

## 地理
艾姆（45°33'20"N, 6°38'55"E）面积50.74 平方千米，位于法国奥弗涅-罗讷-阿尔卑斯大区萨瓦省，该省份为法国东部省份，历史上为薩伏依的一部分，北起上萨瓦省，西接伊泽尔省和安省，南部和东部与上阿尔卑斯省和意大利接壤。
与艾姆接壤的市镇（或旧市镇、城区）包括：格拉尼耶、拉科特代姆、马科拉普拉涅、博泽勒、普雷圣母村、蒙日罗、圣马塞尔、艾格布朗什、拉莱谢尔、博福尔。
艾姆的时区为UTC+01:00、UTC+02:00（夏令时）。

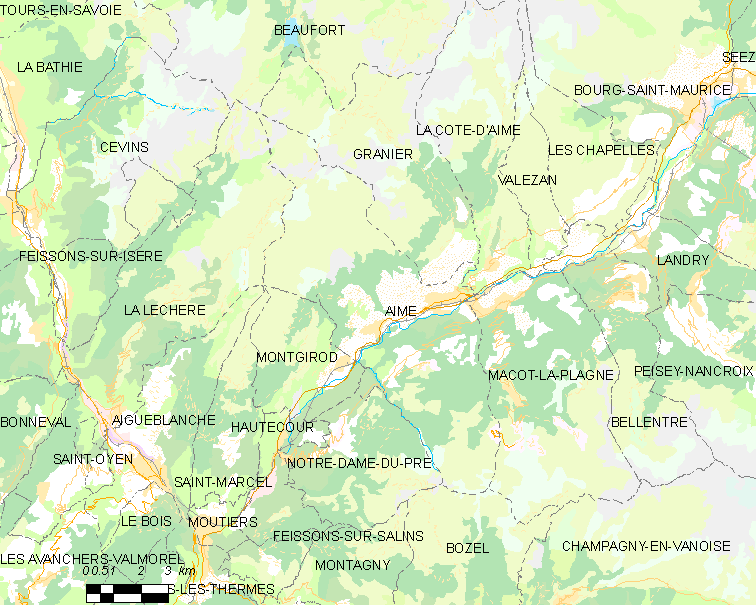
艾姆的OSM定位图

## 行政
艾姆的邮政编码为73210，INSEE市镇编码为73006。

## 政治
艾姆所属的省级选区为圣莫里斯堡县。

## 人口

1962-2008年间艾姆人口变化图示

艾姆于2018年1月1日时的人口数量为3641人。